# Siphonaria
Siphonaria es un género de moluscos gasterópodos pulmonados; es marino y de costumbres anfibias; viven en la zona intermareal. Se los suele denominar falsas lapas o patelas. 

## Distribución
Las especies de este género viven en la Patagonia, islas Georgias del Sur (Inglaterra, reclamadas por Argentina), Kerguelen (Territorios Australes Franceses), Macquerie (Australia) y Stewart (Nueva Zelanda), así como diversas islas subantarticas.

## Especies dentro del géneroSiphonaria
El género Siphonaria comprende a más de 200 especies, entre las que se puede mencionar:
- Siphonaria alternata Say, 1826
- Siphonaria australis Quoy & Gaimard, 1833
- Siphonaria brannani Stearns, 1872
- Siphonaria cookiana Suter, 1909
- Siphonaria innominata (Iredale, 1915)
- Siphonaria lateralis (Gould, 1846)
- Siphonaria lessonii Blainvile, 1824
- Siphonaria pectinata (Linnaeus, 1758)
- Siphonaria stewartiana (Powell, 1939)
- Siphonaria thersites Carpenter, 1864
- Siphonaria zelandica Quoy & Gaimard, 1833